# Ingrid Emond
Ingrid Elise Emond, född Carlsson den 9 juni 1925 i Lund, död den 25 juli 2012, var en svensk översättare. Hon var främst verksam som översättare av ett antal utländska tecknade serier, inklusive Asterix och serier av Peyo (Smurferna med flera). Hon översatte också många andra böcker, från franska, engelska, tyska och italienska, ibland i samarbete med sin man Tryggve Emond (1925–2017).
Under åren 1981 till 1985 var hon Kalle Anka & C:o översättare. Hon har även översatt flera andra Disneytitlar, däribland Kalle Ankas Pocket, Farbror Joakim och flera album och specialutgåvor. Hon översatte även Gröngölingsboken (1–3, 1972–1981). Makarna Emond är begravda på Båstads nya begravningsplats.

## Översättningar (urval)
- Möbelkonstens världshistoria (World Furniture; redaktör Helena Hayward, översatt tillsammans med Tryggve Emond och Alf Sagnér,Allhem, 1965)
- Robert Storm Petersen: Storm P. och hundarna (översatt tillsammans med Tryggve Emond, Hemmets Journal, 1975)
- Michael Innes: Porträtt av okänd gentleman (The Mysterious Commission, översatt tillsammans med Tryggve Emond,Delta, 1976)
- Charles M. Schulz: Snobben (Hemmets Journal, 1977)
- Johnny Hart och Brant Parker: Trollkarlen från Id (Hemmets Journal, 1978)
- Bra böckers världshistoria. Bd 2, 4-7, 9-10, 12, 16, komplement (översatt tillsammans med Tryggve Emond, Bra Böcker, 1983-1986, 1993)
- Edoardo och Eileen Fazzioli: Kejsarens läkeväxter: naturmedel från det gamla Kina (Le ricette dell'imperatore; översatt tillsammans med Tryggve Emond, Wiken, 1989)